# Звёздный путь: Нижние палубы
«Звёздный путь: Нижние палубы» (англ. Star Trek: Lower Decks) — мультипликационный сериал во вселенной «Звёздного пути», созданный для CBS All Access сценаристом и продюсером Майком Макмаханом в рамках расширения франшизы «Звёздный путь», возглавляемой исполнительным продюсером Алексом Курцманом. Это первый анимационный сериал «Звёздного пути» со времён сериала «Звёздный путь: Анимационный сериал» 1973—1974 годов.
Действие сериала происходит на корабле USS «Серритос» («одном из не особо важных кораблей Звёздного Флота») в 2380 году, после событий фильма «Звёздный путь: Возмездие» и до сериала «Звёздный путь: Пикар». Премьера первого сезона состоялась 6 августа 2020 года.

## Сюжет
Сериал посвящен четырём молодым энсинам, служащим на USS «Серритос» — вспомогательном корабле Звёздного Флота класса «Калифорния». В отличие от «Энтерпрайза», «Серритос» занимается вопросами «второго контакта», обеспечивая налаживание и поддержание взаимоотношений с недавно обнаруженными цивилизациями.

## Персонажи
| Актёр                 | Персонаж                | Сезоны            | Сезоны            | Сезоны            | Сезоны            | Сезоны            |
| Актёр                 | Персонаж                | 1                 | 2                 | 3                 | 4                 | 5                 |
| Основной состав       | Основной состав         | Основной состав   | Основной состав   | Основной состав   | Основной состав   | Основной состав   |
| --------------------- | ----------------------- | ----------------- | ----------------- | ----------------- | ----------------- | ----------------- |
| Тони Ньюсом           | Беккет Маринер          | Постоянно         | Постоянно         | Постоянно         | Постоянно         | Постоянно         |
| Джек Куэйд            | Брэдвард «Брэд» Боймлер | Постоянно         | Постоянно         | Постоянно         | Постоянно         | Постоянно         |
| Джек Куэйд            | Уильям Боймлер          |                   | Постоянно         | Постоянно         |                   | Постоянно         |
| Ноэль Уэллс           | Д’Вана Тэнди            | Постоянно         | Постоянно         | Постоянно         | Постоянно         | Постоянно         |
| Юджин Кордеро         | Сэм Резерфорд           | Постоянно         | Постоянно         | Постоянно         | Постоянно         | Постоянно         |
| Юджин Кордеро         | Рэд Резерфорд           |                   |                   | Постоянно         |                   |                   |
| Донн Льюис            | Кэрол Фриман            | Постоянно         | Постоянно         | Постоянно         | Постоянно         | Постоянно         |
| Джерри О’Коннелл      | Джек Рэнсом             | Постоянно         | Постоянно         | Постоянно         | Постоянно         | Постоянно         |
| Фред Таташор          | Шаз                     | Постоянно         | Постоянно         | Постоянно         | Постоянно         | Постоянно         |
| Джиллиан Вигмэн       | Т’Ана                   | Постоянно         | Постоянно         | Постоянно         | Постоянно         | Постоянно         |
| Второстепенный состав |                         |                   |                   |                   |                   |                   |
| Пол Шир               | Энди Биллапс            | Периодически      | Периодически      | Периодически      | Периодически      | Периодически      |
| Джессика МакКенна     | Барнс                   | Периодически      | Периодически      | Периодически      | Периодически      | Периодически      |
| Бен Роджерс           | Стив Стивенс            | Периодически      | Периодически      | Гость             |                   | Гость             |
| Лорен Лэпкус          | Дженнифер Ш'Рэйан       | Гость             | Периодически      | Периодически      |                   | Гость             |
| Фил Ламарр            | Алонсо Фриман           | Гость             | Периодически      | Периодически      | Гость             | Гость             |
| Карл Тарт             | Кэйшон                  |                   | Периодически      | Периодически      | Периодически      | Периодически      |
| Пол Ф. Томпкинс       | Габерс Миглимо          | Гость             | Гость             | Периодически      | Периодически      | Гость             |
| Карлос Алазраки       | Лес Буенамиго           |                   |                   | Периодически      |                   |                   |
| Джорджия Кинг         | Петра Абердин           |                   |                   | Периодически      |                   |                   |
| Габриэль Руис         | Тэ'Лин                  | Гость             | Гость             | Гость             | Периодически      | Периодически      |
| Специальные гости     |                         |                   |                   |                   |                   |                   |
| Джонатан Фрейкс       | Уильям Райкер           | Специальный гость | Специальный гость |                   |                   |                   |
| Джон де Ланси         | Q                       | Специальный гость |                   |                   |                   |                   |
| Марина Сиртис         | Диана Трой              | Специальный гость |                   |                   |                   |                   |
| Роберт Данкан Макнил  | Том Пэрис               |                   | Специальный гость |                   |                   |                   |
| Роберт Данкан Макнил  | Ник Локарно             |                   |                   |                   | Гость             |                   |
| Джеффри Комбс         | АГИМУС                  |                   | Специальный гость | Специальный гость | Специальный гость |                   |
| Элис Криге            | Королева Борг           |                   | Гость             |                   |                   |                   |
| Лисия Нафф            | Соня Гомес              |                   | Гость             |                   |                   |                   |
| Армин Шимерман        | Кварк                   |                   |                   | Специальный гость |                   |                   |
| Нана Визитор          | Кира Нерис              |                   |                   | Специальный гость |                   |                   |
| Джордж Такэй          | Хикару Сулу             |                   |                   | Специальный гость |                   |                   |
| Джеймс Кромвелл       | Зефрам Кохрэйн          |                   |                   | Гость             |                   |                   |
| Дж. Дж. Херцлер       | Марток                  |                   |                   | Гость             |                   |                   |
| Сьюзан Гибни          | Лия Брамс               |                   |                   | Гость             |                   |                   |
| Макс Гроденчик        | Ром                     |                   |                   |                   | Специальный гость |                   |
| Чейз Мастерсон        | Лита                    |                   |                   |                   | Специальный гость |                   |
| Шеннон Филл           | Сито Джакса             |                   |                   |                   | Гость             |                   |
| Брент Спайнер         | Дейта                   |                   |                   |                   |                   | Специальный гость |
| Джолин Блэлок         | Т’Пол                   |                   |                   |                   |                   | Специальный гость |
| Эндрю Робинсон        | Элим Гарак              |                   |                   |                   |                   | Специальный гость |
| Александр Сиддиг      | Джулиан Башир           |                   |                   |                   |                   | Специальный гость |
| Гаррет Ванг           | Гарри Ким               |                   |                   |                   |                   | Специальный гость |
| Элфри Вудард          | Лили Слоун              |                   |                   |                   |                   | Специальный гость |

- Энсин Беккет Маринер (озвучивает Тони Ньюсом) — ироничная и своенравная девушка, служащая в командном отделении. Известна своей любовью к нарушению правил и участию в различных авантюрах.
- Энсин Брэд Боймлер (озвучивает Джек Куэйд) — нерешительный молодой человек, служащий в командном отделении и мечтающий стать капитаном. Строго следует уставу и обладает обширными теоретическими знаниями, однако не всегда может применить их на практике.
- Энсин Д’Вана Тэнди (озвучивает Ноэль Уэллс) — жизнерадостная орионка из научной службы. Влюблена в Звёздный Флот и с энтузиазмом берётся за любую работу на корабле.
- Энсин Резерфорд (озвучивает Юджин Кордеро) — молодой инженер, получающий огромное удовольствие от работы с техникой. Киборг — является носителем вулканского имплантата, который не всегда работает должным образом.
- Капитан Кэрол Фриман (озвучивает Донн Льюис) — командир «Серритоса» и мать Беккет[3]. Старается поддерживать на корабле дисциплину, однако это удается далеко не всегда. Имеет сложные отношения с дочерью.
- Коммандер Джек Рэнсом (озвучивает Джерри О’Коннелл) — самовлюблённый и физически крепкий старший помощник.
- Лейтенант Шаз (озвучивает Фред Таташор) — агрессивный баджорец, начальник службы безопасности. В любой непонятой ситуации пытается взорвать варп-ядро.
- Доктор Т’Ана (озвучивает Джиллиан Вигмэн) — ворчливая начальница медицинской службы.

## Эпизоды
| Сезон | Серии | Серии | Даты показа     | Даты показа     | Даты показа    |
| Сезон | Серии | Серии | Первая серия    | Последняя серия | Канал          |
| ----- | ----- | ----- | --------------- | --------------- | -------------- |
| 1     | 10    | 10    | 6 августа 2020  | 8 октября 2020  | CBS All Access |
| 2     | 10    | 10    | 12 августа 2021 | 14 октября 2021 | Paramount+     |
| 3     | 10    | 10    | 25 августа 2022 | 27 октября 2022 | Paramount+     |
| 4     | 10    | 10    | 7 сентября 2023 | 9 ноября 2023   | Paramount+     |
| 5     | 10    | 10    | 24 октября 2024 | 19 декабря 2024 | Paramount+     |

### Сезон 1 (2020)
| № общий | № в сезоне | Название                                         | Режиссёр        | Автор сценария             | Дата премьеры    |
| --- | ---------- | ------------------------------------------------ | --------------- | -------------------------- | ---------------- |
| 1 | 1          | «Второй контакт» «Second Contact»                | Бэрри Дж. Келли | Майк МакМэхан              | 6 августа 2020   |
| На борт «Серритоса» прибывает энсин Д'Вана Тэнди. Энсины Брэд Боймлер и Беккет Маринер проводят ей экскурсию. Капитан Кэрол Фримен просит Боймлера докладывать ей о любых нарушениях устава Маринер. Во время задания на планете, Боймлер замечает, как Маринер отдаёт какое-то оборудование местным фермерам. На них нападает какой-то местный скот, который уничтожает униформу Боймлера и покрывает его слизью. Тем временем коммандера Джека Рэнсома заражает местный жук, и он становится каким-то зомби и начинает заражать остальных членов экипажа. Энсин Сэм Резерфорд приглашает на свидание энсина Барнс, однако им приходится сражаться с заражёнными членами команды. Однако Резерфорд теряет интерес к Барнс, так как Барнс больше хочет затащить его в постель, чем разбираться в механике корабля. Начальница медицинской службы Т'Ана использует слизь на Боймлере, чтобы создать антидот и вернуть экипаж в нормальное состояние. Боймлер решает не стучать на Маринер, что не нравится капитану, которая оказывается матерью Маринер и пыталась найти причину перевести дочь на другой корабль. Маринер благодарит Боймлера и решает стать его наставницей.         |            |                                                  |                 |                            |                  |
| 2 | 2          | «Посланники» «Envoys»                            | Ким Арндт       | Крис Кула                  | 12 августа 2020  |
| Боймлера посылают перевезти клингонского генерала К'орина в посольство Федерации на планете Тулгана-4. Маринер отправляется на то же задание, так как является старой знакомой генерала. Пока эта парочка пьёт и вспоминает былые времена, Боймлер пилотирует челнок. После посадки, пьяный К'орин крадёт челнок. Во время поисков генерала, Боймлер начинает считать, что не готов для оперативной работы по сравнению с Маринер и решает уйти из Звёздного флота. Какой-то ференги предлагает помочь им, и Маринер считает его предложение искренним, однако Боймлер не доверяет ему и оказывается прав, когда тот достаёт нож. Боймлер отпугивает ференги. Они находят генерала и доставляют его в посольство, прежде чем вернуться на борт корабля. Боймлер издевается над доверием Маринер не зная, что Маринер подстроила инцидент со знакомым ференги дабы вернуть Боймлеру уверенность в себе. Тем временем, Резерфорд переводится из инженерной службы в другие в надежде получить больше свободного времени, которое он сможет проводить с Тэнди. В конце концов, он решает, что его место ― в инженерном отсеке, а она решает проводить с ним время пока он работает.       |            |                                                  |                 |                            |                  |
| 3 | 3          | «Временной указ» «Temporal Edict»                | Боб Суарес      | Дэйв ленфельд и Дэвид Райт | 20 августа 2020  |
| «Серритос» летит на мирные переговоры на Кардассии Прайм, однако его перенаправляют доставить «дипломатические безделушки» на Гелрак-5. Это злит Фримен, которая считает, что Звёздный флот не уважает «Серритос». Энсины учат Тэнди о «буферном времени» ― давней традиции, позволяющей нижнепалубникам расслабиться между заданиями. Боймлер ненароком рассказывает Фримен об этом, которая ставит все задания на счётчик. На корабле воцаряется хаос, так как все члены команды пытаются справиться с заданиями вовремя. В связи с этим, члены команды отдают не тот подарок жителям Гелрака-5, чем выводят местных из себя. Те решают напасть на корабль. Усталый экипаж не способен оказать сопротивление, пока Боймлер не напоминает Фримен, что экипажу необходимо позволить работать по собственному графику. Она убирает счётчики, позволяя команде отразить нападение. Фримен затем устанавливает новое правило, которое называет «эффектом Боймлера». Это правило позволяет членам экипажа не строго следовать правилам и добавлять «буферное время» когда нужно. |            |                                                  |                 |                            |                  |
| 4 | 4          | «Корабль повышенной влажности» «Moist Vessel»    | Бэрри Дж. Келли | Энн Ким                    | 27 августа 2020  |
| Корабли «Серритос» и «Мерсед» получают задание буксировать неработоспособный корабль поколений. На корабле находится материал для терраформинга, превращающий неорганическое вещество в органическое. Фримен даёт Маринер самые неприятные задания в надежде вынудить её подать заявление о переводе на другой корабль, однако Маринер постоянно находит способ наслаждаться ими. Затем Фримен повышает Маринер до звания лейтенанта чтобы ей стало скучно. Во время буксирования, материал для терраформинга повреждает «Мерсед» и начинает терраформировать «Серритос». Маринер и Фримен убегают от терраформирования и используют систему жизнеобеспечения, чтобы вернуть корабль в первоначальное состояние, а также спасти экипаж «Мерседа». Тем временем, Тэнди ненароком мешает лейтенанту О'Коннору совершить духовное вознесение. Во время катастрофы, О'Коннор чуть не жертвует собой, чтобы спасти Тэнди. Из-за этого он возносится, однако это оказывается чрезвычайно мучительно. Впоследствии, Маринер издевается над адмиралом, и её понижают в звании обратно до энсина.                                                                                               |            |                                                  |                 |                            |                  |
| 5 | 5          | «Шальная стрела Купидона» «Cupid's Errant Arrow» | Ким Арндт       | Бен Джозеф                 | 3 сентября 2020  |
| На «Серритос» прибывает девушка Боймлера Барбара. Маринер считает, что Барбара не может всерьёр быть заинтересованной Боймлером и пытается доказать, что она что-то замышляет. «Серритос» помогает «Ванкуверу» взорвать нестабильную луну, однако Фримен приходится погрузиться в местную политику, прежде чем это может произойти. Резерфорд и Тэнди с радостью посещают более продвинутый «Ванкувер». Лейтенант-коммандер Доцент требует, чтобы они перевелись на «Ванкувер» против своей воли. Однако затем он признаётся, что хотел сам перевестись на более скучный «Серритос», так как ему уже невмоготу от эпичных приключений «Ванкувера». Маринер узнаёт, что Барбара находится под влиянием паразита, который прицепился к Боймлеру. После удаления паразита, Барбара бросает Боймлера, однако Барбара и Маринер становятся хорошими друзьями. Фримен удаётся взорвать луну. |            |                                                  |                 |                            |                  |
| 6 | 6          | «Фатальные провокации» «Terminal Provocations»   | Боб Суарес      | Джон Кохрэн                | 10 сентября 2020 |
| «Серритос» спорит с кораблём друкмани о спасении старого корабля Звёздного флота. Энсин Флетчер, друг Маринер и Боймлера, предлагает сделать за них работу над изолинейными ядрами, чтобы они смогли попасть на концерт. По возвращении они обнаруживают, что на него кто-то напал и украл ядро, ответственное за щиты корабля. Резерфорд демонстрирует Тэнди своего голографического помощника — антропоморфного значка Звёздного флота по-имени Бейджик. Друкмани нападают на «Серритос», у которого нет щитов. Из-за этого на голопалубе случаются неполадки. Бейджик нападает на Резефорда и Тэнди. Они побеждают его, сменив программу на горную вершину и заморозив его. Боймлер и Маринер узнают, что Флетчер подстроил нападение, так как не смог завершить задание. Пропавшее ядро нападает на них, прежде чем они выбрасывают его из шлюза. Оно дрейфует к кораблю друкмани и обезвреживает его. Флетчер получает награду за то, что остановил друкмани, и перевод на «Титан», откуда его в скором порядке выгоняют. |            |                                                  |                 |                            |                  |
| 7 | 7          | «Суета вокруг Боймлера» «Much Ado About Boimler» | Бэрри Дж. Келли | М. Уиллис                  | 17 сентября 2020 |
| Боймлер помогает Резерфорду протестировать модернизацию транспортера, однако неполадки приводят к тому, что Боймлер застревает вне фазы. Тэнди создаёт генетически-модифицированную собаку со значительным количеством ужасающих способностей. Боймлера и собаку отправляют в специальную лечебницу под названием Ферма на борту корабля «Ослер». Другие пациенты на борту считают, что Фермы не существует и что их просто убрали з глаз долой. Фримен посылают на задание, так что временным командиром корабля становится капитан Амина Рэмзи — старая знакомая Маринер. Чтобы избежать повышения, Маринер демонстрирует нехарактурную ей некомпетентность, однако ей приходится бросить это когда «Серритос» обнаруживает корабль «Рубиду», который разрывает на части вылупляющееся космическое существо. Пациенты на борту «Ослера» поднимают бунт, однако их предаёт Боймлер, который возвращается в нормальное состояние и пытается всех помирить. Пациенты собираются выбросить его за шлюз, однако корабль наконец прибывает на Ферму, которая оказывается роскошной лечебницей и спа на райской планете. Боймлер хочет остаться, однако его отсылают обратно на «Серритос». |            |                                                  |                 |                            |                  |
| 8 | 8          | «Истина» «Veritas»                               | Ким Арндт       | Гаррик Бернард             | 24 сентября 2020 |
| Маринер, Боймлер, Тэнди и Резерфорд предстают перед судом инопланетянина по-имени Клар, который требует от них дать показания о действиях старшего командного состава «Серритоса». Они рассказывают истории о заданиях, в которых офицеры Звёздного флота предстают не в лучшем свете. Клар им не верит, так как считает, что офицеры Звёздного флота обязаны знать что происходит на своём корабле, однако Боймлер объясняет, что ошибки для них в порядке вещей, и обвиняет Клара в неправом суде. Удивлённый Клар уточняет, что на самом деле никакой это не суд, а вечеринка, отмечающая его спасение с Ромула членами экипажа «Серритоса». Он просто хотел пересказ этих событий. Капитан решает рассказывать младшим офицерам всю правду, однако затем передумывает. Впоследствии энсины отмахиваются от докучиваний Кью. |            |                                                  |                 |                            |                  |
| 9 | 9          | «Переломный момент» «Crisis Point»               | Боб Суарес      | Бен Роджерс                | 1 октября 2020   |
| Для подготовки к интервью с капитаном, Боймлер создаёт голографическую программу, воспользовавшись личными записями экипажа, чтобы создать реалистичную симуляцию «Серритоса». Фримен посылает Маринер на психотерапию, хотя та утверждает, что никакая терапия ей не надо. Затем Маринер переписывает программу Боймлера в экшн-фильм, в котором она играет злодейку Вендетту. Она вторгается в симуляцию «Серритоса» с друзьями и начинает убивать экипаж. Боймлер и Резерфорд сражаются с ней, помогая голографический офицерам, а Тэнди уходит из голопалубы, так как ей не нравится поведение Маринер. В конце концов, Маринер заставляет симулированный «Серритос» упасть на планету, а затем сражается с голографической версией себя, из-за чего осознаёт собственные чувства по-отношению к матери и Звёздному флоту. После её ухода, Боймлер остаётся завершить симуляцию и случайно узнаёт о родстве Фримен и Маринер. Он паникует и проваливает интервью с капитаном. |            |                                                  |                 |                            |                  |
| 10 | 10         | «Все детали важны» «No Small Parts»              | Бэрри Дж. Келли | Майк МакМэхан              | 8 октября 2020   |
| Боймлер ненароком раскрывает всему экипажу, что Маринер — дочь Фримен. На «Серритос» прибывают новые члены команды, включая экзокомп по-имени Арахисовая Корзинка. Они получают сигнал бедствия от «Солванга» и обнаруживают его уничтоженным пакледами, которые стали серьёзной угрозой из-за того, что их долгое время игнорировал Звёздный флот. Пакледы начинают разрывать «Серритос» на части. Резерфорд собирается вывести корабль пакледов из строя с помощью компьютерного вируса, созданного Бейджиком. Арахисовая Корзинка отказывается доставить вирус, так что лейтенанту Шазу и Резерфорду приходится лететь на корабль пакледов на челноке. Там, Бейджик загружает вирус, но кроме этого также активирует систпму самоуничтожения корабля, желая отомстить Резерфорду за своё убийство. Шаз вырывает имплантат Резефорда и жертвует собой, чтобы тот выжил. Резефорд теряет воспоминания прошлого. Когда прибывают новые корабли пакледов, «Серритос» выручает «Титан» под командованием Уильяма Райкера. Шазу устраивают похороны. Фримен примиряется с Маринер и предлагает работать вместе. Боймлер переводится на «Титан» и получает ранг лейтенанта.                |            |                                                  |                 |                            |                  |

### Сезон 2 (2021)
| № общий | № в сезоне | Название                                                     | Режиссёр      | Автор сценария              | Дата премьеры    |
| --- | ---------- | ------------------------------------------------------------ | ------------- | --------------------------- | ---------------- |
| 11 | 1          | «Странная энергия» «Strange Energies»                        | Джейсон Зурек | Майк МакМэхан               | 12 августа 2021  |
| Фримен и Маринер становятся друзьями, однако ни одной это не нравится. Капитан позволяет дочери что угодно, и это явно не нравится Рэнсому. Во время второго контакта, Маринер решает почистить стены инопланетян, ненароком активируя древний механизм, который стреляет в Рэнсома странной энергией, которая наделяет его божественной силой. Он начинает изменять планету и нападает на «Серритос» в виде огромной летающей головы, так как считает, что капитан променяла его на Маринер. В конце концов, Маринер и Т'ана останавливают его и возвращают его в нормальнео состояние. Тем временем. Тэнди считает, что Резерфорд страдает от синдрома киборгов, который может окончится летальным исходом. Она начинает пытаться заставить его вернуться в прежнее состояние, то есть ненавидеть груши и не встречаться с энсином Барнс. В конце концов, они мирятся и Резерфорд действительно бросает есть груши. Фримен и Маринер соглашаются перестать быть друзьями, и Фримен бросает Маринер на гауптвахту за неподчинение. Тем временем, Боймлер очень даже не радуется службой на «Титане», который постоянно вовлечён в боевые действия. |            |                                                              |               |                             |                  |
| 12 | 2          | «Кейшон, его глаза открыты» «Kayshon, His Eyes Open»         | Ким Арндт     | Крис Кула                   | 19 августа 2021  |
| На борт «Серритоса» прибывает новый шеф безопасности лейтенант Кейшон — первый тамарианин в Звёздном флоте. Эта раса общается в основном с помощью метафор, однако Кейшон довольно неплохо разговаривает на языке Федерации, хотя всё равно в его речи нередко проскальзывают тамарианские метафоры. Гильдия Коллекционеров просит «Серритос» помочь им обезвредить ловушки на борту музея покойного коллекционера. В музей отправляются Кейшон, Маринер, Резерфорд, Тэнди и энсин Джет Мэнхэвен, который постоянно спорит с Маринер. Коллекционер по-имени Сигги хочет продать всё содержимое музея на аукционе, однако боится активиросять систему безопасности. Система активируется, и им приходится спасаться от разных ловушек. Кейшон превращён в куклу. Сигги погибает от собственной жадности и глупости, однако остальным удаётся спастись, но только после того, как Маринер и Мэнхэвен просят Резерфорда и Тэнди быть главными. Доктор Т'ана обещает, что вернёт Кейшона в нормальное состояние. Тем временем, экипаж «Титана» пытается разобраться в причине агрессии пакледов. Старший командный состав и Боймлера посылают внедриться в команду шахтёров на руднике, который оккупировали пакледы. Однако всё идёт не так, и команде внедрения приходится спасаться. Боймлер вспоминает о том, как Уильям Райкер был клонирован транспортером в Томаса Райкера и использует эти знания, чтобы спасти всех. Однако сам он тоже оказываться клонирован. Так как устав запрещает клонам служить на одном корабле, Боймлера-оригинала отправляют обратно на «Серритос» и возвращают ему его прежний ранг, тогда как Боймлер-клон берёт себе имя Уильям и дружится с Райкером. |            |                                                              |               |                             |                  |
| 13 | 3          | «У нас всегда будет Том Пэрис» «We'll Always Have Tom Paris» | Боб Суарес    | М. Уиллис                   | 26 августа 2021  |
| Доктор Т'Ана посылает Тэнди на задание привезти ей важную семейную реликвию. Вместе с ней летит Маринер. Получив старый ящик, они смотрят внутрь и обнаруживают «либидовый столб», который используется каитианцами, чтобы разрядить ежегодную нужду в сексе. Они ненароком ломают столб и не могут его починить. Тэнди знакомит Маринер со своим братом. Тэнди возвращает его Т'Ане в этом состоянии, однако доктору на самом деле нужен был сам ящик. Резерфорд шокирован появлением на корабле якобы покойного Шаза. Его заверяют, что члены старшего командного состава нередко умирают и воскресают, но он всё равно хочет знать как Шаз выжил. Когда он наконец набирается духу спросить его, то Шаз рассказывает ему что-то настолько ужасающее, что Резерфорд получает психическую травму. Когда на борт прибывает лейтенант Том Пэрис, Боймлер хочет познакомиться с ним и попросить у него автограф, однако из-за проблем с доступом, ему приходится карабкаться до мостика по техническим лазам. На мостике, Пэрис принимает помятого и грязного Боймлера за кейзона и избивает его, однако затем угощает его выпивкой в качестве компенсации. |            |                                                              |               |                             |                  |
| 14 | 4          | «Мугато, гумато» «Mugato, Gumato»                            | Джейсон Зурек | Бен Роджерс                 | 2 сентября 2021  |
| Когда редкого зверя мугато замечают на планете, где они не водятся, на разведку посылают «Серритос». Маринер, Боймлер, Резерфорд и Шаз отправляются на поверхность, однако до этого бармен говорит им, что Маринер возможно является агентом Секции 31. Команда узнаёт, что многие мугато пленены группой ференги, которые убивают их и продают их рога. Команда нападает на ференги, и мугато ненароком оказываются на воле и начинают буянить. Боймлер и Резерфорд убегают от ференги и Маринер, однако ференги пленят остальных. Покупатель товара сбегает на корабле, но его ловит «Серритос», правда тяговой луч случайно взрывает его корабль. В качестве компенсации, Фримен отдаёт ему один из челноков и свои личные вещи, однако затем узнаёт, что он мошенник и проворачивает этот трюк уже не раз. Боймлер и Резерфорд встречают Маринер, и она объясняет, что сама распустила слухи о себе. Боймлер и Резерфорд убеждают ференги превратить свою операцию в убежище для мугато и получать прибыль с туризма. Тем временем, Тэнди сканирует офицеров, избегающих ежегодный медосмотр, включая Т'Ану, которая надеялась, что Тэнди бросит задание. |            |                                                              |               |                             |                  |
| 15 | 5          | «Смущение дуплеров» «An Embarrassment of Dooplers»           | Ким Арндт     | Дейв Ихленфелд и Дэвид Райт | 9 сентября 2021  |
| «Серритос» направляется на звёздную базу 25 с эмиссаром дуплеров на борту. Дуплеры могут случайно дуплицироваться при смущении. Экипаж изо всех сил старается, чтобы он чувствовал себя комфортно, но надеются попасть на вечеринку на базе. Боймлер постоянно вспоминает службу на «Титане», а Маринер придумывает как им обоим попасть на вечеринку с помощью приглашения клона Боймлера. Тем временем, Тэнди и Ререзфорд отстраивают модель корабля, однко Резерфорда постоянно бесит то, что он не может это сделать так же легко, как и до потери памяти. Фримен ненароком смущает эмиссара, из-за чего он начинает дуплицироваться и заполонять корабль. На вечеринку впускают только Боймлера, из-за чего Маринер высказывает свои чувства по поводу того, что он её бросил когда отправился на «Титан». Он уходит с вечеринки и присоединяется к ней в захолустом баре, где они примиряются. Тэнди рассказывает Резерфорду, что его предыдущая версия намеренно ставила палки в колёса, чтобы никогда не достроить модель, позволяя им проводить много времени вместе. Фримен узнаёт, что процесс дупликации можно обратить вспять если эмиссара разозлить. Он возвращается в единственный экземпляр. Фримен и старший командный состав пытаются попасть на вечеринку, однако их не пускают, и остальные капитаны их игнорируют. Тогда они присоединяются к Маринер и Боймлеру в баре. Бармен раскрывает, что когда-то в этом баре выпивали Кирк и Спок. Маринер и Боймлер выцарапывают и свои имена на барной стойке. |            |                                                              |               |                             |                  |
| 16 | 6          | «Громадный шпион» «The Spy Humongous»                        | Боб Суарес    | Джон Кохрэн                 | 16 сентября 2021 |
| «Серритос» прибывает на орбиту планеты Паклед, чтобы вести мирные переговоры с пакледами. Фримен отправляется на планету, однако на борт пробирается паклед, требующий политического убежища. Рэнсом и Кейшон быстро догадываются, что этот паклед — шпион, хоть и неумелый. Они решают пудрить ему мозги пока Фримен разбирается на планете. Тем временем, «нижнепалубники» получают задание собирать опасные и непредсказуемые аномальные предметы у членов команды. Тэнди пытается относиться к заданию положительно, однако Маринер и Резерфорд ненавидят его, а Боймлер примыкает к группе офицеров называющих себя «краснорубашечниками». Эта группа метит в старшие офицеры и пытается копировать поведение у великих капитанов. Их интересует опыт Боймлера на «Титане». Они советуют ему не водиться с друзьями. Тэнди ненароком сливается с артефактом, который питается её раздражением и превращает её в огромное скорпионоподобное существо. Пока «краснорубашечники» пытаются толкнуть торжественную речь, Боймлер берёт быка за рога и возвращает Тэнди в нормальное состояние, намеренно выставив себя на всеобщее посмешище. «Краснорубашечники» отрекаются от Боймлера, однако он говорит им, что настоящий капитан должен уметь действовать, а не только говорить. Во время переговоров, шпион возвращается на планету, и Фримен удаётся обманом заставить его рассказать о намерении пакледов взорвать на Земле верувианскую бомбу. Тем временем, «нижнепалубники» используют артефакт, чтобы разыграть Армуса. |            |                                                              |               |                             |                  |
| 17 | 7          | «Где лежат приятные фонтаны» «Where Pleasant Fountains Lie»  | Джейсон Зурек | Гаррик Бернард              | 23 сентября 2021 |
| «Серритос» получает вызов от королевы Паоланы, правительницы планеты Гисперия, заселённой фанатами эпохи Возрождения. Она просит своего сына Андаритио Биллапса, главного инженера «Серритоса», помочь отремонтировать двигатель своего флагмана «Монавина». Биллапс соглашается скрепя сердце, так как отлично знает, что мать желает, чтобы он взошёл на престол Гисперии, ради чего ему необходимо потерять девственность. Тем временем, Боймлер разочарован тем, что его сняли с захватывающего задания и послали вместе с Маринер доставить злобный компьютер АГИМУС в институт им. Дэйстрома. Их корабль попадает в аномалию и падает на пустынную планету. АГИМУС предлагает свою помощь, для этого им необходимо всего-лишь подключить его к любому доступному компьютеру, однако они отказываются. Биллапс и Резерфорд работают над двигателями «Монавина», однако затем случается взрыв, якобы убивающий Резерфорда и Паолану. Биллапс решает исполнить свой семейный долг и стать королём. Тэнди шокирована смертью друга, однако затем обнаруживает его имплантат на борту «Монавина», где он и королева всё ещё живы. Всё это было обманом, чтобы вынудить сына потерять девственность. Резерфорд бежит остановить начальника, однако у Биллапса случается приступ импотенции в самый ответственный момент, так что он возвращается на свой пост. Тем временем, АГИМУС пытается поссорить Маринер и Боймлера. Маринер признаётся, что намеренно попросила Рэнсома сменить задание Боймлера, так как считает, что Боймлер ещё не готов для полевой работы. Боймлер нападает на неё, а затем подключает АГИМУСа к компьютеру заброшенного корабля. АГИМУС пытается захватить системы корабля, однако Боймлер рассказывает, что всё это было уловкой чтобы воспользоваться аккумулятором АГИМУСа чтобы послать сигнал бедствия. Доставив АГИМУСа в институт, Маринер признаёт, что ошибалась в Боймлере. |            |                                                              |               |                             |                  |
| 18 | 8          | «Я, Экскретус» «I, Excretus»                                 | Ким Арндт     | Энн Ким                     | 30 сентября 2021 |
| «Нижнепалубников» случайно забывают в открытом космосе, из-за чего они чувствуют, что их не ценят на корабле. На корабль прибывает инструктор для проверки работоспособности экипажа. |            |                                                              |               |                             |                  |
| 19 | 9          | «Три корабля» «wej Duj»                                      | Боб Суарес    | Кэтрин Лин                  | 7 октября 2021   |
| «Серритос» отправляется в 12-ичасовой варп, так что капитан объявляет отдых. Однако Боймлер — единственный «нижнепалубник», не проводящий время со старшим офицером. Он встречает Рэнсома и группу офицеров, которые родом с Гавайских островов, так что сам лжёт что оттуда. Тем временем, на борту клингонской «хищной птицы» «Че'та», «нижнепалубник» Ма'ах надеется стать новым старпомом капитана Дорга, который только что убил предыдущего на дуэли. На борту вулканского крейсера «Ш'вал», «нижнепалубница» Т'лин конфликтует с капитаном и другими членами экипажа из-за того, что её работа и эмоции идут вразрез с вулканскими идеалами. Т'лин обнаруживат аномалию в этом секторе и убеждает капитана полететь в тут точку пространства несмотря на то, что она полагается на инстинкты, а не на логику. Ма'аху удаётся добиться уважения Дорга и он отправляется с капитаном на встречу с пакледами в качестве нового старпома. Он шокирован тем, что Дорг уже некоторое время поставляет пакледам оружие и верувианскими бомбами для использования их против Федерации. Дорг надеется развязать войну и обрести славу. Именно тестирование верувианских бомб в этом секторе и вызвало засечённые «Серритосом» и «Ш'валом» аномалии. Когда на встречу клингонов и пакледов появляется «Серритос», то Дорг приказывает уничтожить корабль Федерации. Во время боя, Боймлер признаётся, что он — не гавайец. В этом же признаются и остальные члены гавайского клуба. Внезапно прибывает «Ш'вал» и спасает «Серритос». На борту «хищной птицы», Ма'ах вызывает Дорга на поединок и убивает его. Новоиспечённый капитан выводит корабль из боя и отправляется на Кхонош, чтобы сообщить Верховному совету о бесчестных действиях Дорга. Т'лин советует капитану «Ш'вала» воспользоваться её разработками для улучшения щитов корабля, тем самым позволяя им победить пакледов. Несмотря на это, капитан решает, что подобной эмоциональности нет места на его корабле, и переводит её в Звёздный флот. На борту «Серритоса», Рэнсом посылает Боймлеру молодого энсина, выставляя его как пример организованности. Боймлер объясняет энсину, что всё самое интересное происходит именно на нижних палубах. |            |                                                              |               |                             |                  |
| 20 | 10         | «Первый первый контакт» «First First Contact»                | Джейсон Зурек | Майк МакМэхан               | 14 октября 2021  |

### Сезон 3 (2022)
| № общий | № в сезоне | Название                                                                   | Режиссёр            | Автор сценария     | Дата премьеры    |
| --- | ---------- | -------------------------------------------------------------------------- | ------------------- | ------------------ | ---------------- |
| 21 | 1          | «Отстранение» «Grounded»                                                   | Джейсон Зурек       | Крис Кула          | 25 августа 2022  |
| Экипаж «Серритоса» отстранён от полётов на Земле на время суда над Фримен. Маринер не может сидеть сложа руки и отправляется на виноградник семьи Боймлер. Боймлер предлагает ей достать его бортовой журнал как доказательство невиновности капитана. Заручившись поддержкой Тэнди и Резерфорда, они пытаются пробраться на транспортную станцию, однако её оператор объясняет, что из-за того, что мимо Земли мигрируют космические существа, транспортаторы не могут доставить их на «Серритос». Они отправляются в исторический парк Боузмен в штате Монтана, откуда когда-то стартовал Зефрам Кокрейн и взлетают на копии его корабля «Феникс». Резерфорд перепрограммирует автопилот корабля-аттракциона, который доставляет их на «Серритос». К сожалению, записи Боймлера звучат как издевательство, так что Маринер решает угнать корабль чтобы найти клингонов, доставивших верувианскую бомбу пакледам. По пути их перехватывают силы безопасности Звёздного флота. Космические существа облепляют «Серритос», и Тэнди придумывает как заманить их внутрь чтобы рассказать безопасникам, что они изучают этих существ. Внезапно появляется Фримен, которая объясняет, что Звёздный флот (а именно капитан Морган Бейтсон и коммандер Тувок) провёл тайное расследование и установил, что её подставили сами пакледы, чтобы вынудить Федерацию найти им новую планету. Фримен даёт Маринер последний шанс, однако решать останется ли она на борту будет Рэнсом как незаинтересованное лицо. |            |                                                                            |                     |                    |                  |
| 22 | 2          | «Самая неопасная игра» «The Least Dangerous Game»                          | Майкл Маллен        | Гаррик Бернард     | 1 сентября 2022  |
| 23 | 3          | «Взламывая разум» «Mining the Mind's Mines»                                | Филл Марк Сагадрака | Брайан Д. Брэдли   | 8 сентября 2022  |
| 24 | 4          | «Каюта раздора» «Room for Growth»                                          | Джейсон Зурек       | Джон Кохрэн        | 15 сентября 2022 |
| 25 | 5          | «Отражения» «Reflections»                                                  | Майкл Маллен        | Майк МакМэхан      | 22 сентября 2022 |
| 26 | 6          | «Слушай все, не верь ни слову» «Hear All, Trust Nothing»                   | Филл Марк Сагадрака | Грэйс Парра Дженни | 29 сентября 2022 |
| «Серритос» прибывает на станцию «Глубокий космос 9». Фримен помогает полковнику Кире вести переговоры с расой каремма из гамма-квадранта в надежде установить торговые отношения. Тем временем, Тэнди, Боймлер и Резерфорд отправляются на прогулку по променаду станции и заглядывают в бар «У Кварка», где Тэнди знакомится с энсином-орионцем по-имени Меск, который постоянно обсуждает жизнь орионского пирата. Тэнди и Резерфорд отправляются загружать подарки на корабль каремма, тогда как Меск идёт с ними и продолжает докучать Тэнди. Боймлер играет в дабо и постоянно выигривает. Каремма узнают, что Кварк украл их технологии и использовал их в своих репликаторах, после чего они обесточивают станцию и «Серритос» и похищают Кварка. Оказавшись на борту и узнав, что Меск на самом деле вырос на Земле и знает про орионцев только по книгам, Тэнди использует навыки орионских пиратов чтобы перехватить управление кораблём, позволяя станции захватить каремма тяговым лучом. Каремма объясняют, что они не похищали Кварка, а арестовывали его за кражу. Фримен предлагает каремма снять обвинения в обмен на три-четверти прибыли от франшизы «У Кварка». Тем временем, Маринер соглашается посетить вечеринку подруг своей девушки Дженнифер, однако ведёт себя скованно, желая оставить хорошее впечатление. Однако когда корабль обесточивается, то Дженнифер говорит ей, что ей нравится её решительность. Маринер оглушает всех фазером чтобы не задохнуться из-за зажжённых свеч в каюте. |            |                                                                            |                     |                    |                  |
| 27 | 7          | «Математически идеальное искупление» «A Mathematically Perfect Redemption» | Джейсон Зурек       | Энн Ким            | 6 октября 2022   |
| 28 | 8          | «Переломный момент 2: Парадокс» «Crisis Point 2: Paradoxus »               | Майкл Маллен        | Бен Роджерс        | 13 октября 2022  |
| Боймлер создаёт продолжение экшн-голопрограммы «Переломный момент», в которой он играет бравого капитана Буцефала Даггера. Маринер, Резерфорд и Тэнди играют вспомогательные роли. Во время программы, Боймлера вызывает Рэнсом, после чего он возвращается угрюмый и задумчивый. Вместо того, чтобы следовать сюжету, в котором ромуланки-тройняшки похищают устройство для путешествия во времени и пытаются стереть Федерацию из истории, он отвлекается на какого-то проповедника, якобы предлагающего ответы на вопросы жизни. Программа генерирует вторую сюжетную линияю для Боймлера, однако Маринер отказывается участвовать. Она идёт на совещание с Рэнсомом, который объясняет, что Уильям ― двойник Боймлера ― скончался от отравления газом на борту «Титана» во сне. Маринер осознаёт, что Боймлер пытается найти смысл своей жизни, ведь его двойник погиб бесславно. В конце сюжетной линии, он понимает, что смысла нет и теряет сознание. Он просыпается на ранчо Кирка и видит там Хикару Сулу, который даёт ему напутствие. Боймлер просыпается в медотсеке, где ему объясняют, что он упал в оборок от обезвоживания. Тем временем, Резерфорд и Тэнди участвуют в основной сюжетной линии, в которой Тэнди признаётся, что уже давно мечтает о капитанском кресле. Резерфорд подбадривает её, и Тэнди удаётся успешно остановить злодеек и спасти Федерацию. В финале, становится известно, что Секция 31 инсценировала смерть Уильяма Боймлера чтобы завербовать его в свои ряды. |            |                                                                            |                     |                    |                  |
| 29 | 9          | «Надёжные источники» «Trusted Sources»                                     | Филл Марк Сагадрака | Бен М. Уоллер      | 20 октября 2022  |
| Новая инициатива Фримен для повторного визита планет получает добро от Звёздного флота. Адмирал Буэнамиго отправляет «Серритос» на Орнару, чьё население имело зависимость от наркотической субстанции, прежде чем капитан Пикар отрезал их доступ к наркотику семнадцать лет назад. Командование решает прислать на корабль журналистку Викторию Нузе. Фримен желает показать «Серритос» с наилучшей стороны и запрещает все методы развлечения, желая также контроллировать кто имеет доступ к журналистке. Орнарианцы сами справились с ломкой и стали планетой культуристов, и от Федерации им совершенно ничего не нужно. Фримен и Буэнамиго решают навестить соседнюю планету Брекку, которая и поставляла наркотик орнарианцам, не обладая при этом никакой промышленностью. Маринер устраивает себе интервью с Нузе несмотря на запрет матери, после чего журналистка допрашивает капитана о проблематичных событиях прошлых миссий. В ярости, Фримен тут же переводит дочь на звёздную базу №80, которая считается наихудшей в Звёздном флоте. Маринер рассержена на мать и на недовольство коллег. «Серритос» обнаруживает опустевшую Брекку, которую оккупировали брины. В космосе, на корабль нападают три перехватчика бринов, которые готовятся взять «Серритос» на абордаж и убить всех на борту. Внезапно появляется неизвестный корабль, который уничтожает врага. Адмирал Буэнамиго связывается и представляет им новейший корабль «Элидоу» из полностью автоматизированного типа «Техас» без единой души на борту. Репортаж Нузе критикует некомпетентность и тиранию Фримен, демонстрируя, что всю постыдную информацию она получила от небрежных замечаний других членов команды, тогда как Маринер была единственной, показавшей корабль и капитана в хорошем свете. Фримен пытается связаться с дочерью на базе №80, однако узнаёт, что та подала в отставку. Маринер теперь старпом Петры Абердин, и они отправляются в свои собственные приключения. |            |                                                                            |                     |                    |                  |
| 30 | 10         | «Ночные звёзды» «The Stars at Night»                                       | Джейсон Зурек       | Майк МакМэхан      | 27 октября 2022  |
| Командование Звёздного флота недовольно провалом инициативы Фримен. Адмирал Буэнамиго предлагает списать все корабли типа «Калифорния» и заменить их на автоматизированные корабли типа «Техас». Фримен вызывает Буэнамиго на гонку между «Серритосом» и «Элидоу». Резерфорду любопытен программный код нового корабля. Тем временем, Маринер подозревает, что дело нечисто с организацией, на которую работает Петра, однако узнаёт, что её финансирует Жан-Люк Пикар. Она признаётся, что искала причину вернуться в Звёздный флот. Во время гонки, «Серритосу» приходится задержаться на пустынной планете для повторного сканирования чтобы убедиться, что на планете нет форм жизни, и корабль проигрывает гонку. Однако Фримен вспоминает, что «Элидоу» пропустил эту необходимую процедуру, а значит новый тип не готов для миссий второго контакта. Она сообщает Буэнамиго, что собирается доложить об этом командованию. Тем временем, Резерфорд узнаёт, что он и написал код для искусственного интеллекта новых кораблей ― тот же самый код, который он в дальнейшем использовал для создания Бейджи. После его несчастного случая, Буэнамиго приказал стереть его воспоминания. Буэнамиго узнаёт, Резерфорда и признаётся, что намеренно подставил «Серритос» чтобы продемонстрировать превосходство своего проекта. Несмотря на предупреждение Резерфорда, Буэнамиго активирует ИИ «Элидоу» в независимом режиме чтобы уничтожить «Серритос» и спасти свою карьеру. Однако «Элидоу» тут же выходит из-под контроля и убивает Буэнамиго, после чего активирует ИИ однотипных кораблей «Даллас» и «Корпус-Кристи», и все три начинают атаковать станцию. Фримен блефует, что Резерфорд способен дезактивировать ИИ, тем самым вынуждая три автоматизированных корабля преследовать «Серритос». «Серритос» сбрасывает варп-ядро, взрыв которого уничтожает «Даллас» и «Корпус-Кристи», однако «Элидоу» выживает и готовится уничтожить «Серритос». Затем Маринер и Петра отвечают на сигнал бедствия, которые приводят с собой все корабли типа «Калифорния», которые уничтожают «Элидоу». Во время ремонта «Серритоса» и станции, экипажи кораблей отмечают победу. Фримен извиняется перед Маринер, которая возвращается на борт и становится протеже Рэнсома против его воли. На борт «Серритоса» прибывает Т'лин, которую тут же берёт под своё крыло Тэнди. Тем временем, неизвестный корабль прибывает в систему Калла и забирает первоначальный имплантат Резерфорда вместе с программным кодом Бейджи. |            |                                                                            |                     |                    |                  |

### Сезон 4 (2023)
| № общий | № в сезоне | Название                                                                  | Режиссёр                        | Автор сценария     | Дата премьеры    |
| --- | ---------- | ------------------------------------------------------------------------- | ------------------------------- | ------------------ | ---------------- |
| 31 | 1          | «Тувикс» «Twovix»                                                         | Барри Дж. Келли и Джейсон Зурек | Майк МакМэхан      | 7 сентября 2023  |
| Энсин Боймлер узнаёт, что его собираются повысить. «Серритос» посылают сопроводить корабль-музей «Вояджер» на Землю. Когда пробуждается спящий макровирус из дельта-квадранта, нерешительность Боймлера позволяет ему скомбинироваться с технологиями Борг, заразить другие экспонаты и захватить корабль. После вдохновляющих слов Маринер, Боймлер заручается помощью Резерфорда чтобы испортить системы корабля с помощью домашнего сыра Ниликса. Тем временем, на «Серритосе», лепесток цветка из дельта-квадранта приводит к тому, что доктор Т'Ана и главный инженер Биллапс сливаются в одно существо во время транспортировки — Т'иллапс. Фримен узнаёт, что когда подобное случилось на «Вояджере», капитан Джейнвэй попросту убила Тувикса чтобы вернуть Тувока и Ниликса. Не желая подобной участи, Т'иллапс начинает «тувоксовать» других членов экипажа. Тенди и Т'Лин сливают всех «тувиксов» в один огромный комос плоти, прежде чем разделить их на первоначальных членов команды. По окончании хаоса, Боймлер, Тенди, Т'Лин и Маринер становятся младшими лейтенантами (хоть Маринер и категорически против повышения). Тем временем, в клингонском пространстве, неизвестный корабль уничтожает звездолёт «Че'Та» под командованием бывшего «нижнепалубника» Ма'аха. |            |                                                                           |                                 |                    |                  |
| 32 | 2          | «У меня нет костей, но я должен бежать» «I Have No Bones Yet I Must Flee» | Меган Ллойд                     | Аарон Бёрдетт      | 7 сентября 2023  |
| Тот же неизвестный корабль уничтожает ромуланский звездолёт. Маринер считает, что Рэнсом намеревается снова её понизить в звании, и решает намеренно нарушить субординацию чтобы стать энсином на своих условиях. Во время рутинного задания по извлечению людей из космического зоопарка, Маринер ведёт себя неуважительно и недисциплинированно. Когда из своей клетки сбегает опасное существо под названием мупси, Рэнсом обвиняет в этом Маринер. Он говорит, что верит в то, что она сможет быть лейтенантом, и не позволит ей саботировать свою карьеру. Сообща, им удаётся заманить мупси обратно в клетку. Они также узнают, что люди в своей клетке намеренно выпустили мупси чтобы убить куратора и самим управлять зоппарком. Тем временем, Резерфорд боится, что повышение Тенди испортит их дружбу. Он весь день пытается произвести впечатление на Биллапса своими инженерными навыками чтобы заработать повышение, однако новый энсин Ливик постоянно его уделывает. В конце концов, Тенди убеждает его, что друзьями они останутся в любом случае. Узнав, что Резерфорд постоянно отказывается от повышений чтобы оставаться «нижнепалубником», Тенди просит Биллапса повысить его за те заслуги. Биллапс сразу соглашается. Боймлер получает новую каюту, однако она находится рядом с захватывателем Буссарда, что наполняет его каюту ярко-красным светом. Затем он получает новую каюту, однако она находится между двумя голопалубами, так что он слышит всё, что в них происходит. В конце концов, он соглашается разделить каюту с Резерфордом. Каюта оказывается возлу другого захватывателя, однако Резерфорд попросту опускает фильтры на окна. |            |                                                                           |                                 |                    |                  |
| 33 | 3          | «В колыбели Вексилона» «In the Cradle of Vexilon»                         | Брэндон Уильямс                 | Бен Уоллер         | 14 сентября 2023 |
| «Серритос» прилетает на Корузон — идеальный мир-кольцо, которым управляет древняя компьютерная система Вексилон, которая начинает давать сбои. Попытка Фримен отремонтировать Вексилон приводит к его отключению, бросая экосистему Корузона в хаос. Тем временем, Боймлер ведёт свою первую высадку чтобы модернизировать электростанцию. Он не доверяет подчинённым и настаивает на том, чтобы делать всё самому. Когда Фримен приказывает реактивировать станцию, Т'Лин убеждает Боймлера довериться энсинам. Сообща, им удаётся запустить машины, позволяя Фримен перезагрузить Вексилон. Станция перегревается, и Боймлер приказывает своей команде выйти. Во время дезактивации, он чуть не погибает и видит космическую коалу. Тем временем, на борту «Серритоса», Маринер, Тенди и Резерфорд получают задание от лейтенанта Дирка просканировать тысячи компьютерных чипов и найти неисправный. Подозревая, что это всё — дедовщина, они устраивают в его каюте ловушку из игры чула, которая транспортирует игроков в симулированном мире. Дирк объясняет всю важностю их задания, а также рассказывает, что в детстве сам застрял в чуле. Убедившись, что это — не дедовщина, Маринер его отвлекает, тогда как Резерфорд забирает чулу из его каюты, а Тенди ищет неисправный чип. Впоследствии, Дирк и Рэнсом отмечают успешную дедовщину. |            |                                                                           |                                 |                    |                  |
| 34 | 4          | «Что-то одолженное, что-то зелёное» «Something Borrowed, Something Green» | Боб Суарес                      | Грейс Парра Дженни | 21 сентября 2023 |
| После того, как тот самый неизвестный корабль уничтожает орионский корабль снабжения, Звёздный флот настоятельно советует Тенди посетить свадьбу её сестры Д'Эрики как жест доброй воли. Маринер и Т'Лин отправляются с ней на Орион и узнают, что семья Тенди — одна из богатейших и сильнейших на планете. Кто-то похитил невесту согласно традиции, и Тенди, как прима семьи, обязана её спасти. Они отслеживают Д'Эрику на свалку звездолётов, где Тенди признаётся, что её тренировали быть элитным убийцей, однако она сбежала, чтобы вступить в Звёздный флот. Д'Эрика, которая подстроила собственное похищение, нападает на Тенди чтобы отомстить за то, что сестра её покинула. В конце концов сёстры мирятся и спешат на свадьбу. На борту «Серритоса», Боймлер и Резерфорд отлично ладят как соседи по комнате, однако ссорятся из-за того, кто из них будет поливать бонсай. Конфликт продолжается на голопалубе, где оба появляются в костюме Марка Твена, однако они мирятся когда продолжают вести разговоры в образе. Они предлагают тоже самое Фримен и агрессивному капитану чалнотов, которые спорят кому из них можно сканировать туманность. Однако, ситуация скатывается под откос. Когда Боймлер и Резерфорд упоминают бонсай, чалнот просит его показать. Слопав дерево, он ведёт себя более покладисто и предлагает Фримен начать сканирование. Так как Фримен запретила им возвращаться в программу Марка Твена, Боймлер и Резерфорд решают переодеться в Моцарта. |            |                                                                           |                                 |                    |                  |
| 35 | 5          | «Эмпаталогические ошибки» «Empathological Fallacies»                      | Меган Ллойд                     | Джейми Лофтус      | 28 сентября 2023 |
| «Серритос» сопровождает трёх веселящихся бетазоидских дипломатов на Ризу. Т'Лин считает их поведение и своё время на корабле отвратительными и составляет сообщение с просьбой вернуться на свой бывший корабль. Экипаж начинает вести себя незакомплексовано. Фримен подозревает, что бетазоиды страдают от лихорадки Занти — телепатического заболевания, которое влияет на эмоции окружающих. Бетазоидам это не нравится, они раскрывают, что являются агентами бетазоидской разведки под прикрытием, и захватывают мостик корабля чтобы повести «Серритос» на Бетазед прямиком через ромуланскую нетрайльную зону. Т'Лин осознаёт, что ненароком проецирует свой внутренний конфликт на экипаж, чем лишь усиляет свою уверенность в то, что она — не настоящая вулканка. Маринер помогает ей вернуть уверенность в себя, тем самым помогая ей подавить эмоции и вернуть экипаж в нормальное состояние. Она решает не отсылать сообщение. Экипажу удаётся вернуть управление кораблём за мгновение до того, как корабль пересечёт границу нейтральной зоны (разочаровывая экипаж поджидающего ромуланского корабля). Тем временем, излишне напряжённый Боймлер отправляется тренироваться с командой безопасности, однако узнаёт, что все их методы — чтение стихов и настольные игры. Однако затем он видит с какой лёгкостью эти офицеры справляются с бетазоидами. Шаз говорит Боймлеру, что они просто хотели помочь ему расслабиться, ведь быть защитником также означает защищать психологическое состояние экипажа. Прежде чем высадиться на Ризе, бетазоиды показывают Фримен изображение неизвестного корабля, который нападает на других. |            |                                                                           |                                 |                    |                  |
| 36 | 6          | «Сердечное место Парта Ференги» «Parth Ferengi's Heart Place»             | Брэндон Уильямс                 | Каллен Кроуфорд    | 5 октября 2023   |
| Корабль ференги подвергается нападению неизвестного корабля. Нападение запланировал один из членов экипажа. Тем временем, Фримен посылают на Ференгинар помочь адмиралу подписать договор с ференги о вступлении в Федерацию, однако адмирал постоянно игнорирует её предостережения о том, что великий нагус Ром и первый чиновник Лита ведут свою игру. Пока адмирал продолжает сдавать позиции, Фримен обманывает их, тем самым заслуживая доверие Рома. Ром и Лита соглашаются на первоначальные условия договора. Тем временем, Рэнсом посылает младших лейтенантов на планету в качестве гидов, позволяя им отдохнуть и написать заметки для путеводителя по Ференгинару. Мэринер начинает надоедать его поддержка. Встретившись со своим знакомым Куимпом, она напивается и устраивает драку в баре. Куимп говорит ей, что она должна смириться с тем, что её карьера идёт должным путём. Боймлер планирует довольно амбициозный план, однако застряёт в гостинице и часами смотрит телевизор. Тенди и Резерфорд притворяются женатыми, однако им от этого ужасно неловко. |            |                                                                           |                                 |                    |                  |
| 37 | 7          | «На несколько Бейджи больше» «A Few Badgeys More»                         | Боб Суарес                      | Эдгар Момплезир    | 12 октября 2023  |
| Бейджи захватывает корабль друкмани, прежде чем найти останки корабля бинаров, уничтоженный неизвестным кораблём. «Серритос» принимает сигнал бедствия бинаров и подвегается нападению Бейджи. Резерфорд и Маринер отправляются на борт корабля друкмани. Резерфорд извиняется перед Бейджи. Когнитивный диссонанс Бейджи приводит к тому, что он отделяет свою «добрую» часть в новую версию — Гуджи. Бейджи затем пересылает свой код всем кораблям Федерации, собираясь всё уничтожить, однако в процессе становится всезнающим и осознаёт всю мелочность своей злости. Он извиняется и уходит в другую вселенную. Резерфорд забирает Гуджи с собой. Тем временем, Тенди и Боймлер отправляются в институт Дейстрома чтобы убедиться в реабилитации Арахисовой Корзинки и узнать информацию о неизвестном корабле от АГИМУСа. Корзинка и АГИМУС планируют сбежать и захватить какую-то мелкую планету. АГИМУСу удаётся сбежать и захватить планету, а также взять Тенди и Боймлера в плен, однако Корзинки там нет. Он обнаруживает её на служебном судне, где работают экзокомпы. Она признаётся, что на самом деле подобрела и представляет своего друга отцу. АГИМУСа возвращают в институт, и он решает тоже стать добрее и доказать свою полезность обществу. Он объясняет, что неизвестный корабль не уничтожает никого, а похищает корабли и их экипажи. |            |                                                                           |                                 |                    |                  |
| 38 | 8          | «Пещеры» «Caves»                                                          | Меган Ллойд                     | Бен Роджерс        | 19 октября 2023  |
| Боймлер, Маринер, Тенди и Резерфорд оказываются в пещере во время задания исследовать агрессивно растущий мох. Своды пещеры блокируют связь с кораблём, так что они ожидают спасения и рассказывают друг другу о своих предыдущих пребываниях в пещерах. Боймлер застрял с конспирологом лейтенантом Леви на Кироне-4, однако они становятся друзьями, когда теория последнего, что пещера — испытание, устроенное загадочными вендорианцами, оказывается правдой. Резерфорд вспоминает как он и доктор Т'Ана застряли на Балкусе-9, и он родил инопланетного ребёнка, которого он и доктор воспитывали во время поисков выхода из пещеры. Маринер застряла на Глише на задании с членами смены Дельта. Хотя поначалу они спорили друг с другом, в конце концов им удалось послать сигнал бедствия. После этого, они начинают спорить. Мох, который оказывается разумным, требует услышать рассказ Тенди. После вечеринки во время первого дня Тенди на борту «Серритоса», вся четвёрка оказывается заперта в неработающем турболифте, однако из-за этого они стали друзьями. Тенди убеждает их, что они всегда будут друзьями, даже если увеличат круг знакомых. Моху это нравится, и они продолжают рассказывать ему истории. Тем временем, всё это оказывается очередным испытанием вендорианцев. |            |                                                                           |                                 |                    |                  |
| 39 | 9          | «Внутренняя борьба» «The Inner Fight»                                     | Брэндон Уильямс                 | Майк Макмэхан      | 26 октября 2023  |
| Загадочный корабль теперь нападает на бывших офицеров Звёздного флота, так что «Серритос» получает задание найти бывшего курсанта Ника Локарно, который теперь работает пилотом по-найму. Фримен, Шаз и Резерфорд направляются на Новый Акстон чтобы найти Локарно. Тем временем, Фримен посылает Маринер, Тенди, Т'Лин и Боймлера ремонтировать орбитальный маяк у Шербала-5. После этого, появляется «Че'Та», которая теперь сотрудничает с загадочным кораблём, и уничтожает их челнок. Они успевают транспортироваться на планету. Там они обнаруживают старших офицеров с разных пропавших кораблей, включая Ма'аха. Все оказались на планете после бунта на своих кораблях. Пока остальные занимаются превращением наблюдательной станции на планете в сигнал бедствия, Маринер сражается с Ма'ахом, однако стеклянный дождь вынуждает из искать укрытия в пещере. Она раскрывает, что прошла через войну с Доминионом через три года после того, как потеряла подругу Сито на задании, и теперь бросается в опасность чтобы не следовать более военному аспекту Звёздного флота. Ма'ах помогает её вернуть веру в себя и в Звёздный флот. Она убеждает застрявших на планете капитанов работать вместе, однако её внезапно забирает транспортатор. Ма'аху и остальным удаётся заманить «хищную птицу» на планету, где они захватывают корабль. Тем временем, Фримен обнаруживает дом Локарно, где находит чертежи загадочного корабля. Маринер просыпается на борту того самого корабля и встречается лицом к лицу с Локарно. |            |                                                                           |                                 |                    |                  |
| 40 | 10         | «Старые друзья, новые планеты» «Old Friends, New Planets»                 | Боб Суарес                      | Мэй Дармон         | 2 ноября 2023    |
| Локарно транслирует из системы Детрион, что он собрал мятежные команды украденных кораблей и сформировал «флот Нова». Он угрожает Звёздному флоту и другим устройством Генезис, а также окружает всю систему силовым полем. Он похитил Маринер, так как считает её такой же как он. Однако она провозглашает в прямом эфире, что Локарно нельзя доверять. Татем она хватает устройство и угоняет корабль, однако не может покинуть систему из-за силового поля. Фримен нарушает приказ и решает спасти дочь. С помощью Тенди, она отправляется на Орион и договаривается заполучить линкор у её сестры Д'Эрики. Д'Эрика соглашается с условием, что Тенди после этого вернётся домой. Линкор оказывается в нерабочем состоянии, однако Боймлер, в качестве временного капитана, использует тяговой луч «Серритоса» чтобы протаранить силовое поле линкором. Фримен и её старшие офицеры успевают пролететь в образовавшуюся дырку на капитанской яхте. Забравшись в туманность, Маринер активирует устройство и умоляет Локарно отказаться от злости на Звёздный флот из-за того, что его исключили из Академии. Фримен транспортирует её на борт яхты. Локарно пытается дезактивировать устройство, однако ференги поставили на дезактивацию пейволл. Устройство детонирует и создаёт новую жизнепригодную планету из молекул Локарно и туманности. Звёздный флот называет планету в его честь. Штаб флота прощает Фримен неповиновение из-за того, что она открыла дипломатический канал с орионцами. Маринер признаётся друзьям, что вела так себя из-за внутренних проблем. Т'Лин получает приглашение вернуться на «Ш'вхал», однако решает остаться на «Серритосе». За Тенди прилетает корабль, и она улетает на Орион. Всем от этого грустно, однако Тенди готовится к тому, что её ожидает. |            |                                                                           |                                 |                    |                  |

### Сезон 5 (2024)
| № общий | № в сезоне | Название                                                               | Режиссёр        | Автор сценария        | Дата премьеры   |
| --- | ---------- | ---------------------------------------------------------------------- | --------------- | --------------------- | --------------- |
| 41 | 1          | «Два Серритоса» «Dos Cerritos»                                         | Меган Ллойд     | Аарон Бёрдетт         | 24 октября 2024 |
| Аномалия засасывает «Серритос» в параллельную вселенную, где он встречается с своей местной версией. Все альтернативные члены команды приняли слегка иные решения. Обы экипажа сотрудничают чтобы вернуть первый «Серритос» домой. Другим «Серритосом» командует строгая и дисциплинарная версия Маринер ― капитан Бекки Фримен. Оказывается, Бекки надоело быть строгим капитаном, и она мечтает вновь стать непослушным младшим офицером. Она похищает Маринер и занимает её место на первом «Серритосе». Маринер сбегает и убеждает команду другого «Серритоса» привлечь внимение первого. Капитан Фримен догадывается, что «Маринер» на её корабле ― не её дочь, и меняет их местами. Тем временеи. Тенди командует экипажем пираток-орионок, грабя другие корабли чтобы расплатиться с сестрой Д'Эрикой и вернуться в Звёздный флот. Д'Эрике предлагает списать её долг если Тенди заполучит для неё древний орионский медицинский корабль на планете джугнлей. На борту корабля, команда Тенди вступает в конфликт с кланом синих орионцев. Им удаётся обезвредить синих веселящим газом и забрать корабль, однако они объявляют клану Тенди войну. Она решает отложить своё возвращение в Звёздный флот чтобы помочь семье одолеть врага. |            |                                                                        |                 |                       |                 |
| 42 | 2          | «Оттенки зелёного» «Shades of Green»                                   | Боб Суарес      | Кит Фоглесонг         | 24 октября 2024 |
| Королева орионских пиратов приказывает разрешить войну между кланом Тенди и синими орионцами опасной гонкой через астероидное поле. Д'Вана узнаёт, что Д'Эрика беременна и пытается защитить её от всего, что приводит к тому, что их гоночный корабль падает на планетоид. Д'Эрика признаётся, что все и так знают и что она скрыла это от сестры чтобы та не чувствовала, что обязана обучать свою племянницу последующие 14 лет, а вернулась в Звёздный флот. Сёстры мирятся и завершают гонку ничьёй, однако королева объявляет, что оба клана теряют свои богатства. Тем временем, «Серритос» помогает планете Таргалус-9 привыкнуть к постдефицитной экономице. Двух энсинов под началом Боймлера похищают местные богатеи, которые не желают терять свой статус. Энсины выживают, вспомнив советы Боймлера, а Боймлер и Маринер спасают их. Т'Лин пытается помочь Резерфорду отремонтировать челнок, однако он объясняет, что хотел это сделать вместе с Тенди, так что Т'Лин вновь его разбивает на части. Когда Тенди возвращается на «Серритос», то узнаёт, что на борту есть куча таргалусианского золота и драгоценностей, которые им уже не нужны. Она просит Фримен отдать этот «мусор» своей семье. |            |                                                                        |                 |                       |                 |
| 43 | 3          | «Лучший отель с экзотическими нанитами» «The Best Exotic Nanite Hotel» | Брэндон Уильямс | Стефани Аманте-Риттер | 31 октября 2024 |
| «Серритос» посылают в космическую гостиницу, где Маринер, Резерфорд, Тенди и Т'Лин получают задание поймать рой нанитов, который поглощает технику и энергию. Вместе с ними отправляется бывшая девушка Маринер ― Дженнифер Ш'реян, которую Маринер гостала. Дженнифер ведёт себя так, будто они всё ещё вместе, и другие пытаются убедить Маринер закончить отношения по-взрослому, то есть объяснить всё на словах. Боймлер присоединяется к Рэнсому и Биллапсу на поиски адмирала Милиуса, который ушёл в самоволку. Боймлер подозревает, что Рэнсом использует его как пушечное мясо и временно переходит на сторону Милиуса, которому надоело, что Звёздный флот постоянно даёт ему неинтересные задания. Рэнсом объясняет, что выбрал Боймлера потому, что он постоянно готов и храбр. Боймлер помогает схватить Милиуса. Дженнифер признаётся, что она притворялась, что они с Маринер всё ещё вместе чтобы вынудить бывшую поговорить. Обе девушки извиняются и официально разрывают отношения. Резерфорд придумывает как обезвредить наниты и узнаёт, что ими управлял микроскопический корабль Звёздного флота из параллельной вселенной. Адмирал Милиус рад, что задание найти способ вернуть крошечный корабль домой поручают ему. |            |                                                                        |                 |                       |                 |
| 44 | 4          | «Прощание с фермами» «A Farewell To Farms»                             | Меган Ллойд     | Диана Тей             | 7 ноября 2024   |
| Клингонца Ма'аха вынуждают вернуться на семейную ферму после того, как у него отнимают звание капитана из-за того, что он позволит своему экипажу устроить бунт. К нему прилетают Боймлер и Маринер и предлагают помочь ему вернуть корабль. Однако Ма'ах не очень этого и хочет, ведь ему вновь придётся служить под начало Баргха ― председателя Совета надзора, который пользуется служебным положением чтобы отклонять апелляции Ма'аха из-за того, что Ма'ах убил его брата Дорга. После подбадривания Боймлером, Ма'ах сражается с Маргхом и убивает его, решив начать свою карьеру с начала вместе со своими братом Малором. Ма'ах помогает Маринер и Боймлеру изучить новый разлом в иную реальность в клингонском пространстве. Они узнают, что эти разломы ― не естественное образование. Тем временем, «Серритос» перевозит двух ресторанных критиков-кловакианцев домой, на родную планету психолога доктора Миглимо. Миглимо пытается впечатлить критиков, однако получает только отрицательную реакцию. Тенди, Резерфорд и Фримен раскрывают, что эти критики ― обманщики, которые потеряли вкус. Миглимо предлагает им помочь вернуть вкус с помощью психотерапии, заслуживая их уважения. |            |                                                                        |                 |                       |                 |
| 45 | 5          | «Звёздная база 80?» «Star Base 80?»                                    | Боб Суарес      | Мэй Дармон            | 14 ноября 2024  |
| «Серритосу» приходится пристыковаться к Звёздной базе 80, у которой весьма отрицательная репутация в Звёздном флоте. Этой звёздной базе катастрофически нехватает персонала и современного оборудования. Маринер, которую ранее временно перевели на Звёздную базу 80, считает, что это ― проклятое место, особенно когда члены экипажа «Серритоса» начинают вести себя как зомби. В конце концов, становится известно, что этот феномен вызван анафазовой формой жизни по-имени Клем, которую «Серритос» ненароком подобрал во время предыдущего задания. Все эти превращения в зомби были попыткой Клема установить контакт с членами экипажа. Клема приглашают остаться на Звёздной базе 80. Экипаж «Серритоса» решает помочь персоналу станции отремонтировать многие неполадки. Тем временем, узнав, что её альтернативная версию перевели на Звёздную базу 80, Фримен помешана на том, чтобы избежать ошибок своего двойника. Главный инженер станции посылает её и Рэнсома по ложному следу чтобы помочь ему справиться с ремонтом, и они даже пытаются поймать огромную летучую мышь даже после того, как разрешается ситуация с Клемом. |            |                                                                        |                 |                       |                 |
| 46 | 6          | «О богах и углах» «Of Gods and Angles»                                 | Брэндон Уильямс | Аарон Бёрдетт         | 21 ноября 2024  |
| На «Серритосе» проходят мирные переговоры между двумя фотонными расами: кубами и шарами. Тем временем, Маринер видит много общего между собой и энсином Олли, которая является внучкой инопланетного существа, которому древние греки поклонялись под именем Зевс, и решает вместе с ней расследовать исчезновение сына посла кубов и дочери посла шаров. Олли выкрадывает улику, так как опасается, что её выгонят из Звёздного флота. Оказывается, у неё есть слабая но неуправляемая божественная сила, связанная с метанием молний. Она ненароком срывает переговоры, после чего кубы и шары устраивают войну на «Серритосе» и вокруг него. Олли использует тяговые лучи чтобы обезвредить их, демонстрируя, что она ― неплохой инженер. Оказывается, дети послов влюблены и уже успели создать ребёнка-гибрида. Обе стороны решают возобновить мирные переговоры в честь ребёнка. Тем временем, Боймлер использует украденный планшет чтобы стать больше похожим на своего более успешного двойника. В связи с этим, он пытается подружиться с доктором Т'Аной. |            |                                                                        |                 |                       |                 |
| 47 | 7          | «Растянуто по полной» «Fully Dilated»                                  | Меган Ллойд     | Эндрю Мьюет           | 28 ноября 2024  |
| Маринер, Тенди и Т'Лин отправляются под прикрытием на доиндустриальную планету Дилмер-3, на поверхности которой ускорено время, то есть там проходит неделя за куждую секунду на «Серритосе». Их задача: не позволить местным обнаружить технологию Звёздного флота из очередной параллельной вселенной. Этой технологией оказывается голова андроида Дейты. Однако новая попытка Боймлера и Резерфорда копировать двойника Боймлера приводит к тому, что они случайно портят транспортатор, вынуждая трёх девушек провести на планете целый год за ту минуту, которую им понадобиться чтобы восстановить функциональность. Считая, что она соревнуется с Т'Лин за пост старшено офицера по-науке, Тенди отчаянно пытается показать себя лучшим учёным; она реактивирует голову Дейты пока Т'Лин занимается улучшениями местного земледелия. Их действия привлекают внимание подозрительного дилмерийца по-имени Снелл, который пытается доказать всей деревне, что они ― ведьмы, однако девушкам удаётся дискредитировать его. По возвращению на «Серритос», прежде чем вернуться в свою родную вселенную, Дейта рекомендует Фримен чтобы она назначила Тенди и Т'Лин на один и тот же пост. |            |                                                                        |                 |                       |                 |
| 48 | 8          | «Верхние палубы» «Upper Decks»                                         | Боб Суарес      | Каллен Кроуфорд       | 5 декабря 2024  |
| Старший командный состав «Серритоса» проводят типичный день. График Фримен битком набит посещениями выступлений и ритуалов для поддержки команды. Старший инженер Биллапс справляется с кризисом постоянных неполадок. Рэнсом командует группой постоянно спорящих энсинов, пытающихся справиться со стадом багунов ― космических существ с маскировочными способностями ― которых собирается изучить презжий эколог; Рэнсом притворяется некомпетентным чтобы вынудить энсинов работать сообща, таким образом перенаправляя их ненависть на себя, а не друг на друга. Шеф безопасности Шакс медитирует чтобы справиться с психической травмой оставшейся после кардассианской оккупации Баджора, представляя себя убивающим кучу кардассианцев и свою молодую версию. Доктор Т'Ана, которую раскритиковали за то, что она не предоставляет пациентам обезболивающее, заставляет подчинённого подвергнуть её болезненным процедурам чтобы доказать свою точку зрения. Когда эколог оказывается предводителем насекомоподобных кликетов, которые желают воспользоваться маскировочными способностями багунов чтобы захватить Галактику, экипаж сражается с ними. Фримен вспоминает, что кликеты ненавидят комплименты, и хвалит их, пока они не убираются восвояси. Под конец дня, на «Серритос» прибывает адмирал Фримен чтобы отметить годовщину свадьбы с женой ― его пригласил ассистент капитана Стивенс и добавил ужин в её график. |            |                                                                        |                 |                       |                 |
| 49 | 9          | «Поиск разлома» «Fissue Quest»                                         | Брэндон Уильямс | Лорен МакГуайр        | 12 декабря 2024 |
| Транспортаторный клон Боймлера Уильям, который работает на Секцию 31, командует звездолётом «Анаксимандр», пытаясь найти и остановить источник межпространственных порталов, которые угрожают всей мультивселенной. В его экипаж входят альтернатвиные версии известных личностей, включая Т'Пол, Курзон Дакс (предыдущий носитель симбионта Дакс перед Джадзией), Элим Гарак и его муж Джулиан Башир (вернее, голограмма Башира), а также уйма Гарри Кимов (только один из которых дослужился до лейтенанта). Они подбирают альтернативную Маринер, которые является инженером. Она придумала способ отслеживать корабль, который создаёт разломы. Они догоняют корабль и сбивают его. Командиром корабля оказывается Лили Слоун (альтернативная версия помощницы Зефрама Кокрейна, изобретателя варп-двигателя), только в своей реальности она помогла Кокрейну изобрести межпространственный двигатель. Разломы ― побочный эффект работы двигателя. Слоун соглашается помочь вернуть экипаж «Анаксимандра» домой, однако лейтенант Ким похищает корабль Слоун ― «Бигль» ― и похищает остальных Кимов, собираясь вернуть всех в свою реальность, где Кимы могут продвигаться по служебной лестнице. Но когда энсины Кимы начинают сопротивляться, то он транспортирует их на «Анаксимандр». Не до конца отремонтированный «Бигль» взрывается во время входа в разлом, создавая волну энергии, которая угрожает уничтожить всю мультивселенную. Уильям направляет волну в одну вселенную ― свою, так как он знает, что его двойник и друзья справятся с проблемой. |            |                                                                        |                 |                       |                 |
| 50 | 10         | «Новое следующее поколение» «The New Next Generation»                  | Меган Ллойд     | Майк МакМэхан         | 19 декабря 2024 |
| Получив сообщение от Уильяма Боймлера, «Серритос» отправляется закрывать разлом, который окружён «вероятностным полем Шрёдингера», которое странным образом влияет на предметы. Тем временем, Ма'ах и его брат Малор сталкиваются с Релгой, мстительной сестрой Дорга и Баргха. Она желает убить Ма'аха. Малор направляет их грузовой корабль на встречу с «Серритосом» и просит убежища. Флот Релги нападает на «Серритос». Энсин Олли использует свои способности полубогини чтобы отключить щиты флагмана Релги, и поле Шрёдингера уничтожает корабль. Несмотря на то, что «Серритос» тоже попадает под действие поля, ему удаётся добраться до разлома благодаря координации Тенди и Т'Лин и своевременному инженерному вмешательству Резерфорда, который вырывает свой имплант. Они не могут закрыть разлом, однако Малор рекомендует построить что-то наподобие плотины, и Маринер следует его совету. Угроза устранена, однако разлом остаётся открытым навсегда. Звёздный флот решает исследовать мультивселенную и передислоцирует к нему Звёздную базу 80, которая способна функционировать вблизи разлома из-за безбожно устаревших систем. Новой программой исследований управляет капитан Фримен и её муж на борту станции. Туда же прибывает «Анаксимандр» со своей командой. Ма'ах получает командование флотом Релги, а Малор становится его старпомом. Командование «Серритосом» переходит к Рэнсому, который назначает Боймлера и Маринер своими временными старпомами.                                                                           |            |                                                                        |                 |                       |                 |